# 讷南镇
讷南镇是中国黑龙江省齐齐哈尔市讷河市下辖的一个镇。

## 行政区划
桥头溪乡下辖以下地区：
讷南村、平房村、鲁民村、五福村、新化村、光辉村、向荣村、兴业村、双泉村、全胜村、东兴村和前进村。